# Vigen Sargsyan
Vigen Sargsyan (en armenio: Վիգեն Սարգսյան; Ereván, 10 de mayo de 1975) es un político y militar armenio, que se desempeñó como Ministro de Defensa de Armenia desde octubre de 2016 hasta mayo de 2018.
Actualmente se desempeña como líder adjunto del Partido Republicano de Armenia. No está relacionado ni con el expresidente de Armenia Serzh Sargsyan ni con el ex primer ministro Tigran Sargsyan. Dejó el cargo de Ministro de Defensa después de que la Revolución de Terciopelo, dirigida por el político opositor Nikol Pashinyan, se hiciera con el poder y Pashinyan se convirtiera en primer ministro de Armenia. Tras dejar ese puesto, Sargsyan asumió el rol de Director Ejecutivo de la Fundación Luys, creada en 2009, y la convirtió en un think-tank de políticas públicas. En 2019, Sargsyan se unió al Instituto de Tecnología de Massachusetts como Sloan Fellow.

## Biografía

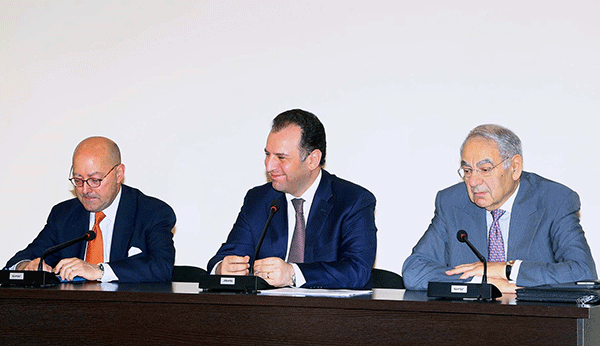
Sargsyan (en el medio) en el programa de entrenamiento para oficiales militares del ejército armenio en mayo de 2017

### Primeros años y educación
Vigen Sargsyan nació el 10 de mayo de 1975 en Ereván, en el seno de una familia de médicos. Se graduó de la Academia Noroeste de Administración Pública en San Petersburgo en 1996 y en 1999 se graduó del Departamento de Relaciones Internacionales de la Universidad Estatal de Ereván, obteniendo una maestría en "Historia de la Diplomacia y Relaciones Internacionales". En 2000 se graduó de la Facultad de Derecho y Diplomacia Fletcher de la Universidad Tufts con una maestría en derecho y diplomacia. 

### Carrera política
En 1995 comenzó su trabajo en el sector público como asistente y asesor del Presidente de la Asamblea Nacional, Babken Ararktsyan, laborando en tal cargo hasta 1998. Después de regresar de la Facultad de Derecho y Diplomacia Fletcher, Sargsyan sirvió en las Fuerzas Armadas de Armenia entre 2000 y 2003, como asistente del Ministro de Defensa Serzh Sargsyan. Fue profesor adjunto en la Universidad Americana de Armenia, entre 2001 y 2011. Después de terminar el servicio militar en 2003, Sargsyan comenzó a trabajar en la oficina del presidente como asistente del entonces Jefe de Estado Robert Kocharyan, ocupando la cartera presidencial en política de seguridad nacional y extranjera, así como en asuntos de la diáspora. Cuando Serzh Sargsyan prestó juramento como presidente en abril de 2008, a Vigen Sargsyan se le ofreció quedarse y continuar el servicio público. El 27 de enero de 2009, el entonces presidente Serzh Sargsyan lo ascendió al puesto de subjefe de Gabinete de la Oficina al presidente. Dos años después, en octubre de 2011, Sargsyan se convirtió en Jefe de Gabinete de Serzh Sargsyan, cargo que ocupó hasta 2016 Vigen Sargsyan encabezó la lista electoral del Partido Republicano en las elecciones parlamentarias de mayo de 2017.

### Ministro de Defensa

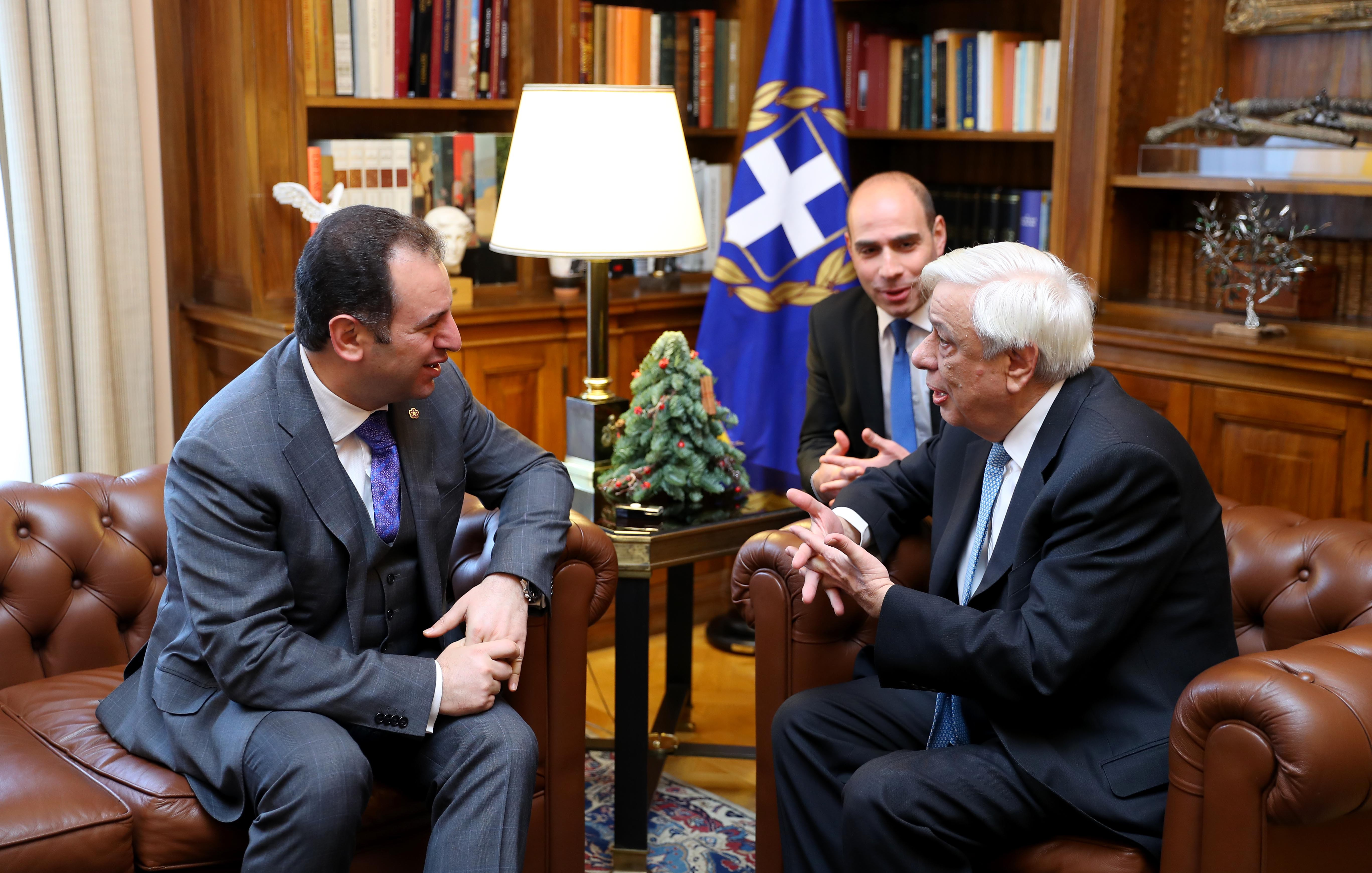
Sargsyan con el presidente de Grecia, Prokopis Pavlopoulos, en diciembre de 2016.

El 3 de octubre de 2016, Sargsyan fue nombrado Ministro de Defensa por el presidente Serzh Sargsyan, sucediendo en aquel cargo a Seyran Ohanyan. Poco después de su nombramiento, Sargsyan anunció que sus esfuerzos como Ministro de Defensa se basarían en el concepto de "nación-ejército", que describió como la idea de que "todos los órganos gubernamentales, civiles y cualquier otra persona deben realizar precisamente su papel en la defensa del país."  El término, aunque se discutió con frecuencia durante el ministerio de Sargsyan, dejó de usarse después de que dejó el cargo en mayo de 2018.  En marzo de 2018, el Ministerio de Defensa publicó un documento titulado "Plan de siete años de modernización del ejército", que contemplaba una serie de reformas en el ámbito de la defensa. Fue reelegido en el mismo cargo por el presidente Armen Sarkissian en 2018. Sargsyan dimitió el 8 de mayo de 2018 tras la elección de Nikol Pashinyan como primer ministro de Armenia. Sargsyan dijo que solo continuaría actuando como ministro de Defensa hasta que se designe un nuevo ministro, y advirtió a las nuevas autoridades de posibles errores en la política exterior, particularmente relacionados con el conflicto de Nagorno-Karabaj. Se desempeñó como ministro de Defensa encargado hasta el 12 de mayo, cuando David Tonoyan fue designado para el cargo.

### Elecciones parlamentarias 2018
Sargsyan fue nombrado primer vicepresidente del Partido Republicano en noviembre de 2018, y encabezó la lista electoral del Partido Republicano en las elecciones parlamentarias anticipadas de diciembre de 2018. El 28 de noviembre, Sargsyan invitó a Pashinyan a participar en un debate televisivo en directo, pero Pashinyan rechazó la propuesta. Como resultado de las elecciones, el Partido Republicano no logró obtener ningún escaño en el parlamento por primera vez en su historia.

### Asuntos legales y político de oposición
El 25 de septiembre de 2019, el Comité de Investigación de Armenia anunció que Vigen Sargsyan había sido acusado de dos cargos de abuso de poder. Se alegó que Sargsyan violó las regulaciones para la asignación de viviendas financiadas por el estado mientras se desempeñaba como Ministro de Defensa. Sargsyan, que residía en Estados Unidos en ese momento, rechazó las acusaciones por motivos políticos. 

## Vida personal
Está casado y tiene tres hijas. Habla ruso e inglés con fluidez, además de su armenio nativo.

## Premios
- República de Armenia:
  - Servicios a la Medalla de la Patria, 1.ª clase (2015)[22]
  - Servicios a la Medalla de la Patria de segunda clase (2013)[23]
  - Medalla Movses Khorenatsi[7]
  - Medalla Andranik Ozanyan
  - Medalla de Oro de la Asamblea Nacional de Armenia (2015)
  - Medalla del primer ministro de la República de Armenia (2006)

- Extranjero e internacional:
  - Insignia de la Organización del Tratado de la Seguridad Colectiva (2018)
  - Orden de la Comunidad de Estados Independientes (2016)
  - Orden Nacional del Mérito de la República Francesa (2008)
  - Mención de honor del presidente de Francia (2007)